# 福迪·桑科
福迪·薩伊巴納·桑科（Foday Saybana Sankoh，1937年10月17日—2003年7月29日），是獅子山共和國反叛組織革命聯合陣線（RUF）的創始人，該組織在1991年至2002年、長達11年的獅子山內戰中獲得查爾斯·泰勒領導的NPFL的支持。據估計戰爭期間約有50,000人喪生，超過500,000人在鄰國流離失所。